# Вступ Чехії до Європейського Союзу
Вступ Чехії до Європейського Союзу (чеськ. Vstup Česka do Evropské unie) — процес, який дозволив Чехії приєднатися до Європейського Союзу 1 травня 2004 року. Це було найбільше розширення Європейського Союзу на сьогодні, до якого приєдналися Естонія, Кіпр, Литва, Латвія, Угорщина, Мальта, Польща, Словаччина та Словенія.
Чехія подала заявку на вступ до Європейського Союзу, який був створений у 1993 році, 17 січня 1996 року. Кілька років переговорів завершилися у 2003 році, коли в Атенах був проведений референдум про приєднання та підписаний договір про вступ. Таким чином Чехія стала частиною Європейської економічної зони, яка забезпечує вільний рух людей, товарів, послуг та капіталу. Приєднання до Шенгенської зони, тобто скасування контролю на державному кордоні, відбулося в 2007 році. Порядок запровадження єдиної валюти ще не встановлений.

## Політична орієнтація після оксамитової революції

Європейське економічне співтовариство і Чехословаччина.

Процес інтеграції Чехословаччини до західноєвропейських організацій розпочався одразу після Оксамитової революції 1989 року. Інтеграція в західноєвропейські структури була однією з головних зовнішньополітичних цілей Чехословаччини. У межах нової концепції зовнішньої політики – т. зв «Повернення до Європи» — головні дійові особи чехословацької зовнішньої політики (особливо Вацлав Гавел та Іржі Дінстбір) розпочали політичний діалог з Європейськими Співтовариствами.
Відкриття кордонів після падіння залізної завіси та зняття низки імпортних обмежень стало першою істотною зміною, яка відкрила шлях для більш інтенсивної співпраці з державами Західної Європи. Таким чином, перед Чехословаччиною, а згодом і перед Чеською та Словацькою Республіками постало непросте завдання перетворення централізованої планової економіки на ринкову, як того вимагає ЄС.
Фонд PHARE буде створено як інструмент допомоги перед вступом ще в 1989 році, щоб допомогти Польщі та Угорщині у їхньому переході до ринкової економіки через фінансові гранти та консультаційні послуги. Поступово його сфера поширення на інші держави колишнього Східного блоку. У 1990 році до нього приєдналася Чехословаччина.

## Угоди про асоціацію
У грудні 1990 р. Чехословаччина почала переговори з Європейськими Співтовариствами про укладення так званої Угоди про асоціацію  (також Угоди про асоціацію або Євро-Угоди). Угода про асоціацію формувала основну правову основу відносин між Чехією та Європейськими Співтовариствами, але не означала права Чехії на вступ до ЄС (або до Європейських Співтовариств на той час). Однак це дозволило покращити політичний діалог, інституційну співпрацю та усунути торгові бар’єри (Європейський Союз зобов’язався знижувати свої тарифи та квоти швидше, ніж східні держави, щоб пом’якшити вплив на їхню економіку). У першій половині 1990-х років також були укладені угоди з іншими посткомуністичними країнами. Чехословаччина, Угорщина та Польща підписали угоди про асоціацію в 1991 році.
Після розпаду Чехословаччини в 1993 році ЄС призупинив процес вступу. Чеська дипломатія на чолі з міністром закордонних справ Йозефом Зєленцем прагнула якомога швидше повернутися до переговорів про вступ. Згодом Чехія довелося підписати нову угоду про асоціацію, яка «заснувала асоціацію між Чехією, з одного боку, та ЄС та її державами-членами, з іншого», яка відбулася у 1993 році. Ця Угода набула чинності 1 лютого 1995 р. і на його основі, наприклад, чеський прем'єр-міністр мав змогу брати участь у засіданні Європейської ради, а профільні міністри двічі на рік — на засідання Ради міністрів.
У першій половині 1990-х чиновники ЄС не хотіли призначати обов’язкову дату вступу посткомуністичних країн. На саміті в Копенгагені в червні 1993 р. т. зв Копенгагенські критерії, що визначають політичні та економічні умови вступу та здатність виконувати зобов'язання щодо членства. Таким чином, Європейська Рада вирішила, що асоційовані країни Центральної та Східної Європи, які прагнуть до членства, можуть стати членами Європейського Союзу. Вступ мав відбутися тоді, коли ці держави зможуть виконати всі зобов’язання, що випливають із членства (економічні та політичні умови, достатня адміністративна та судова спроможність тощо). Копенгагенські критерії були доповнені на засіданні Європейської комісії в Мадриді 1995 року умовою прийняття законодавства ЄС, так званого acquis communautaire.

## Історія

### Подання заявки
Уряд Чеської Республіки подав заявку на вступ до Європейського Союзу 17 січня 1996 року.
Меморандум був невід'ємною частиною цього запиту. У ньому уряд на чолі зі своїм президентом Вацлавом Клаусом заявив (серед іншого), що він «визнає корисність і незворотність процесу європейської інтеграції» та оцінив його як роботу, «яка гарантувала мир, політичну стабільність і справедливість у міжнародних відносин протягом багатьох десятиліть, безпрецедентних свобод і економічного процвітання» . Вона також заявила, що погоджується з неекономічними аспектами європейської інтеграції, і хоча «було нелегко прийняти ідею про те, що від цього суверенітету доведеться відмовитися в певних сферах у майбутньому після нещодавнього відновлення повного державного суверенітету», вона підсумувала: «У сучасному європейському розвитку обмін частинами власного державного суверенітету на спільну частку наднаціонального суверенітету та спільної відповідальності є неминучим як на користь власної країни, так і для всієї Європи».
Від імені Чеської Республіки прохання разом із меморандумом було передано прем’єр-міністром Вацлавом Клаусом 23 січня 1996 року в Римі. Потім, 26 квітня 1996 року, міністр закордонних справ Йозеф Зєленець взяв на себе анкету Європейської комісії для підготовки висновку щодо заявки. Анкета була заповнена та подана в грудні 1996 року.
Офіційне запрошення одинадцяти країн-кандидатів (Чехії, Естонії, Кіпру, Литви, Латвії, Мальти, Угорщини, Польщі, Румунії, Словаччини та Словенії) було прийнято представниками країн-членів ЄС на зустрічі 13 грудня 1997 року в Люксембурзі.

### Переговори про вступ
У 1998 році почалися переговори про вступ з Чехією та іншими претендентами на вступ. 30 березня 1998 року в Брюсселі відбулася зустріч міністрів закордонних справ держав-членів і країн-кандидатів, а через день, 31 березня 1998 року, ЄС розпочав переговори з Чехією та іншими країнами Люксембургу (Словенія, Естонія, Кіпр, Угорщина та Польща) про їх приєднання до Союзу (на Гельсінкському саміті 1999 р. були розпочаті переговори з іншими країнами так званої Гельсінкської групи). Основною частиною був так званий скринінг, завдання якого було порівняти законодавство країн-кандидатів з європейським законодавством. Від імені Чеської Республіки засідання вів заступник міністра закордонних справ Павло Телічка. Передвступні переговори були завершені 12-13 У грудні 2002 року на засіданні Ради Європи в Копенгагені . На засіданні були закриті окремі глави та визначені перехідні періоди для прийняття європейського законодавства. Європейська Рада ухвалила рішення про приєднання Чеської Республіки та дев'яти інших європейських держав 1 травня 2004 року.

### Договір про приєднання та референдум про приєднання

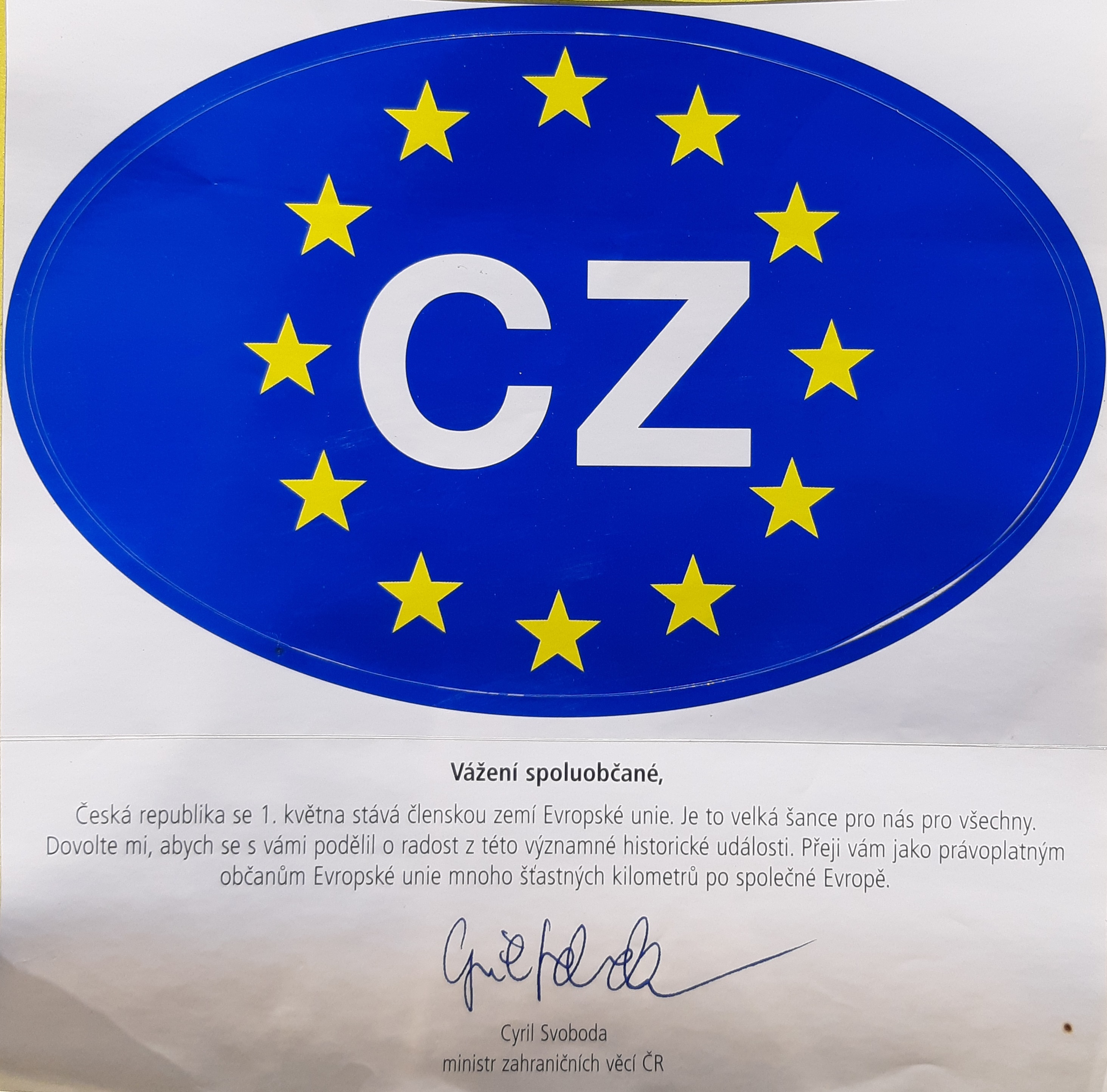
У цей період міністр закордонних справ Циріло Свобода вітає громадян Чеської Республіки в Європейському Союзі.

Договір про приєднання було підписано 16 квітня 2003 року в Атенах за участю президента Вацлава Клауса та прем'єр-міністра Володимира Шпідли. Далі договір був ратифікований національними парламентами п’ятнадцяти старих держав-членів. У нових державах-членах, за винятком Кіпру, договір був затверджений на референдумі. З п’ятниці 13 червня по суботу 14 червня 2003 року в Чехії відбувся референдум. 77.3 висловилися за затвердження договору % виборців. Явка склала 55,2 %.
Загалом до Конституційного Суду надійшло 28 скарг щодо референдуму. 13 не відповідала вимогам законодавства, і суд далі розглянув решту скарг, які потім визнав необґрунтованими (не знайшов причин, чому референдум має бути неконституційним). На підставі заяви Конституційного суду, у липні 2003 року дійсність референдуму підтвердив президент Вацлав Клаус. Договір набув чинності через рік 1 травень 2004 року.

## Перехідний період
Чехія стала повноправним членом Європейського Союзу з перехідними періодами, обумовленими в Договорі про приєднання:
- обмеження вільного пересування працівників (максимум до 2011 року в деяких країнах, не поширюється на Велику Британію та Ірландію)
- поступове запровадження прямих виплат ЄС фермерам: % у 2004 р. 30 % у 2005 і 35 % у 2006 році
- Обмеження на придбання сільськогосподарських земель та лісів іноземцями – громадянами ЄС (7 років) та перехідний період для придбання нерухомості, призначеної для вторинного житла для іноземців – громадян ЄС (5 років)
- перехідний період до 31 грудня 2006 року для деяких гігієнічних норм у агрохолдингах
- перехідний період до 31 грудня 2009 року щодо параметрів кліток для птиці
- перехідний період до 31 грудня 2006 року для зниженого акцизного збору на сигарети та інші перехідні періоди для деяких продуктів і послуг за нижчою ставкою ПДВ
- постійне звільнення зі зниженої ставки ПДВ на продукцію з вирощування
- низка перехідних періодів у сфері охорони навколишнього середовища (щодо відходів упаковки, очищення міських стічних вод, скорочення викидів забруднюючих речовин в атмосферне повітря тощо).

## Наслідки приєднання

Логотип чеського головування в Раді ЄС у 2009 році

Чехія ратифікувала Лісабонський договір за результатами голосування двох її палат: Палати депутатів (Чехія), Палати депутатів 18 лютого 2009 року (125 голосами проти 61) і Сенату 6 травня 2009 року (54 голосами проти 20). Чехія особливо підтримує продовження Європейської політики сусідства та бажає брати активну участь у СЗПБ та ЄПБО. Чехія уважна до конкретних аспектів політики Європейського Союзу: європейський бюджет, свобода пересування людей, економіка знань, культура та освіта, енергетика тощо.

### Вільне пересування людей
Багато старих держав-членів не дозволяли негайного вільного в'їзду громадян нових держав-членів на їхні ринки праці. Громадяни Чехії могли одразу працювати без обмежень лише у Великій Британії, Ірландії та Швеції. З 1. У травні 2006 року відкрито такі робочі місця: Греція, Португалія, Фінляндія та Іспанія. Франція зробила це влітку 2008 року. Німеччина та Австрія відкрили свої ринки праці для громадян Чехії лише в 2011 році.
22 грудня 2007 року Чехія також увійшла до Шенгенської зони, яка знімає прикордонний контроль з інших країн ЄС. Відкриття кордонів після вступу до Шенгену не принесло зростання злочинності, як побоювалися деякі громадяни.

### Вільний рух послуг, товарів і капіталу
Територія Європейського Союзу є митним союзом, де товари, легально розміщені на ринку в одній державі-члені, можуть експортуватися до інших держав-членів без митних або кількісних обмежень. Для чеських компаній також відкрився в кілька разів більший ринок послуг. Вільний рух капіталу створив нові можливості для інвестування.

### Правозастосування
Громадяни можуть безпосередньо посилатися на діючі європейські правові стандарти в національних судах. У кримінальному праві держави-члени визнають одна одну, наприклад, Європейський ордер на арешт.

### Перерозподіл грошей всередині ЄС
У 2013 році Чехія отримала 84 мільярди крон чистого бюджету від ЄС завдяки прискоренню використання структурних фондів ЄС, таким чином вона залишилася чистим реципієнтом, за 2017 рік чистий дохід становив 55,4 млрд.

### Загальна валюта
Приєднання до Європейського Союзу також включало зобов’язання прийняти єдину європейську валюту – євро . Це має полегшити розрахунки з країнами Європейського валютного союзу . Однак у зобов’язанні не вказується конкретна дата прийняття. Введення євро передбачає період стабілізації обмінного курсу в ERM II та виконання інших Маастрихтських критеріїв.
Проте політичне рішення щодо кроків із переходу на євро поки не прийнято. Цьому також сприяє думка громадськості, яка, згідно з опитуваннями, значною мірою виступає проти запровадження євро після фінансової рецесії після 2007 року та боргової кризи в зоні євро.

## Балансування
З нагоди п’ятнадцятої річниці вступу його оцінка стала темою обговорення в публічному просторі навесні 2019 року. Згідно з квітневим загальноєвропейським опитуванням Євробарометру, люди в Чехії у зв’язку з ЄС першими найчастіше відчували емоції сумніву, про що згадувалося в опитуванні 51 % респондентів, найбільша частка з усіх держав-членів. Інший інтерв’юйований згадав емоцію впевненості (19 %) або сподіватися (також 19 %). Респонденти з Ірландії зазнали найбільшої безпеки з боку країн-членів. 
Згідно з щорічними опитуваннями STEM, задоволеність населення країни ЄС впала під час економічної кризи, але не нормалізувалася після її завершення, а ще більше впала в результаті так званої міграційної кризи . Навпаки, зростання задоволеності було зафіксовано під час головування Чехії в Раді ЄС та в останні роки з 2016/2017.  Опитування Behavio Labs, STEM і Europeum, опубліковане в травні 2019 року, також показало, що лише десята частина населення Чехії негайно вийде з ЄС. Більшість респондентів висловилися за те, щоб залишитися в ЄС, який, на їхню думку, має змінитися невизначеними шляхами. 
Чеське статистичне управління також взяло участь в оцінці, опублікувавши інфографіку з обраними статистичними даними. Станом на 2018 рік Чехія, наприклад, займала 1,8 % від загальної площі ЄС і становила 2,1 % від усього населення ЄС. За даними зовнішньої торгівлі, у 2018 році їх було 83,9 % чеського експорту до країн ЄС (вартістю 3,6 трлн крон) і 67,1 % імпортовано з країн ЄС (3,5 трлн крон). 